# Хлоропикофициевые
Хлоропикофициевые (лат. Chloropicophyceae) — класс зелёных водорослей, который, наряду с классом Пикоцистофициевые (Picocystophyceae), совпадает с традиционной «кладой празинофитов VII».

## Описание
Кокковидные зелёные клетки диаметром 1,5-4 мкм. Встречаются с одним ядром, одной митохондрией и одним хлоропластом, окружённым двумя мембранами, содержащие крахмальные зёрна. Их единственный хлоропласт имеет хлорофиллы a и b. Имеют слоистую клеточную стенку. Отсутствуют пиреноиды и жгутики. Их половое размножение неизвестно.

## Таксономия
В этот класс входит 8 описанных видов, принадлежащих к двум родам.
- класс Хлоропикофициевые
  - порядок Хлоропикальные
    - семейство Хлоропиковые
      - род Хлоропикон
        - Chloropicon sieburthii
        - Chloropicon primus
        - Chloropicon roscoffensis
        - Chloropicon leureae
        - Chloropicon maureeniae

      - род Хлоропарвула
        - Chloroparvula Pacifica
        - Chloroparvula japonica